# Ryjonos borneański
Ryjonos borneański (Melogale everetti) – gatunek niewielkiego drapieżnego ssaka z rodziny łasicowatych (Mustelidae). Słabo poznany gatunek zamieszkujący Borneo,  zagrożony wyginięciem.

## Zasięg występowania
Jedyne potwierdzone zapisy występowania ryjonosa borneańskiego pochodzą z Kinabalu i Crocker Range Park oraz graniczących z nimi regionów Penampang, Tambunan i Tuaran w Sabah w Malezji. Na Sarawak znany tylko z dowodów subfosylnych znalezionych w jaskiniach Niah.

## Taksonomia
Gatunek po raz pierwszy opisał brytyjski zoolog Oldfield Thomas w 1895 roku nadając mu nazwę Helictis everetti. Miejsce typowe odłowu holotypu, którego dostarczył w postaci dwóch skórek Alfred Hart Everett, autor określił na szczyt Kinabalu, w północnym Borneo, na wysokości około 4000 stóp (1219 m). Część autorów traktuje M. everetti jako podgatunek ryjonosa jawajskiego (M. orientalis) lub ryjonosa birmańskiego (M. personata). Takson monotypowy.

### Etymologia
Nazwa rodzajowa: rodzaj Meles Brisson, 1762, borsuk; gr. γαλη gale – łasica. Epitet gatunkowy honoruje Alfreda Hart Everetta (1848-1898), angielskiego administratora na Sarawak w latach 1872-1890, przyrodnika i kolekcjonera, który dostarczył holotyp do Muzeum w Londynie.

## Morfologia
Długość ciała 35–40 cm, ogona 16–17 cm; masa ciała 1–2 kg. Ssak drapieżny o małym, smukłym korpusie i długim pysku. Sierść na grzbiecie jest w większości ciemnobrązowa, włącznie z ogonem. Spód ciała jaśniejszy. Głowa jest czarna, z maską na twarzy w białe lub żółte plamy, które są różnej wielkości i kształtu. Pazury na przednich łapach są dobrze rozwinięte i przystosowane do kopania. Czaszka i zęby są małe.

## Ekologia
Ryjonos borneański zamieszkuje lasy i łąki na wysokości od 900 do 3000 m n.p.m.. Najprawdopodobniej jest zwierzęciem o nocnym trybie życia; odpoczywa w dziurach lub szczelinach skalnych. Wydaje się prowadzić samotny tryb życia. Głównie naziemny, ale odnotowano również, że wspinał się zwinnie na drzewa.
W skład diety ryjonosa borneańskiego wchodzą najprawdopodobniej m.in. owady i inne bezkręgowce, drobne kręgowce oraz owoce.
Informacje na temat zachowań rozrodczych i rozrodu są skąpe; raportowano o trzech młodych w miocie.

## Status i ochrona
W Czerwonej księdze gatunków zagrożonych Międzynarodowej Unii Ochrony Przyrody i Jej Zasobów został zaliczony do kategorii EN (ang. Endangered – zagrożony wyginięciem). Stan populacji tego ssaka jest nieznany. Wszystkie główne zagrożenia dla Melogale everetti związane są z jego bardzo niewielkim zakresem dystrybucji (prawdopodobnie jest znacznie mniejszy niż 5000 km²) i ograniczeniem jego siedliska do jednego kompleksu leśnego. To sprawia, że gatunek ten jest bardzo podatny na wyginięcie wskutek nieprzewidywalnych zdarzeń, takich jak epidemie lub różnego rodzaju naturalne katastrofy. Zmiana klimatu prawdopodobne też może mieć negatywny wpływ na górskie gatunki ssaków takich jak ryjonos borneański.